# 真実の行方
『真実の行方』（しんじつのゆくえ、Primal Fear）は、1993年出版のウィリアム・ディールの小説で、殺人罪で告発されたミサの侍者である少年、アーロン・スタンプラーと、彼を弁護する弁護士マーティン・ヴェイルを描いたものである。
日本語版は1996年にベネッセコーポレーション（福武文庫）より出版された（訳：田村義進）。
スタンプラーとヴェイルは、続篇、『邪悪の貌(かお)』（德間文庫・訳：広津倫子）と未邦訳の『Reign in Hell』にも登場している。。

## あらすじ
シカゴのカトリック教会で大司教が惨殺され、大司教のもとで教会のミサの介添え役を行っている聖歌隊所属の19歳の青年アーロンが容疑者として逮捕される。日頃からメディアで名を売り、金儲けのためならギャングの代理人も厭わない辣腕弁護士マーティン・ヴェイルは、世間の注目を集めるこの事件を聞き、アーロンの弁護を無償で買って出る。これに対し検察当局は、こちらも辣腕女性検事として名を馳せているジェーン・ヴェナブルを担当検事に任命し、第一級殺人の罪でアーロンを起訴、死刑の判決を得るよう指示する。ジェーンはマーティンの州検事局時代の部下であり、一時交際していたこともあった。
アーロンは血まみれで現場から逃走しており、大司教殺しが彼の犯行であることは動かしがたいように思われた。しかし、アーロンには殺害犯行時の記憶がなく、物乞いをしていたところを大司教に拾われ聖歌隊員として住居と食べ物を与えられた恩があり、殺すはずなどないと無実を訴える。マーティン弁護士はアーロンの喪失している記憶を探り出すため、精神分析医のモリーに依頼する。はじめは無実であろうがなかろうが、裁判に勝ちさえすればいいと思っていたマーティンだったが、アーロンが非常に内気でおとなしい性格であり、動機も見当たらないことから、次第に真犯人は別にいると信じるようになる。マーティンは、大司教が主宰する投資グループに州検事ショーネシーをはじめとする市の上層部が多数関与しており、大司教が貧民層に同情して土地の再開発事業を中止した為に殺された可能性を立証しようとするが、州検事は露骨な圧力をかける。
一方、アーロンの聖歌隊仲間の不審な動きを追ったマーティンは、大司教がアーロンら聖歌隊員を使ってポルノビデオを撮影するというスキャンダルをつかむ。この性的虐待の復讐こそが大司教殺害の動機であると考えたマーティンに、真実を話すよう責められたアーロンは、気弱な態度から突如、攻撃的な性格に豹変、自らをロイと名乗り大司教を殺害したことを告白する。アーロンは幼児期からの虐待による二重人格障害者であり、追いつめられるような出来事があるとロイが出現するのだ。ロイであるときの記憶は喪失し、アーロンは殺人を犯したことを自覚していなかったのである。しかし、既に無罪を主張している裁判で、心神喪失を理由とする答弁への変更はできず、マーティンは苦悩する。
結局、アーロンは裁判での本人尋問中にロイに豹変してジェーンに襲い掛かり、その人格交代の現場を目撃した裁判所は騒然となる。裁判は審理無効となり中止、心神喪失を根拠に無罪となり、アーロンの身柄は病院に送致されて精神鑑定の上、ひと月で釈放されることに決定した。死刑台送りを免れたアーロンは、正義がなされたと安堵しているマーティンに、先ほどのジェーンへの暴行に対するお詫びをことづける。ロイの人格であるときの出来事は何も覚えていないはずなのに、一体どういうことなのか。愕然とするマーティンにアーロンは真相を語り始める…。

## 映画
アメリカでは1996年4月3日に、日本では同年11月2日に公開され、エドワード・ノートンがアカデミー助演男優賞にノミネートされた。